# Fresnes (Yonne)
Fresnes – miejscowość i gmina we Francji, w regionie Burgundia-Franche-Comté, w departamencie Yonne.
Według danych na rok 1990 gminę zamieszkiwało 86 osób, a gęstość zaludnienia wynosiła 17 osób/km² (wśród 2044 gmin Burgundii Fresnes plasuje się na 824. miejscu pod względem liczby ludności, natomiast pod względem powierzchni na miejscu 1233).